# Liste des épisodes de Vikings
La liste des épisodes de Vikings, série télévisée canado-irlandaise, est composée de 89 épisodes au total.
La série a été diffusée pour la première fois à partir du 3 mars 2013 et s'est clôturée le 30 décembre 2020.

## Panorama des saisons
| Saison | Nombre d'épisodes | / Diffusion originale | / Diffusion originale      | / Diffusion originale     | / Diffusion originale | Audience moyenne (en millions) | Audience moyenne (en millions) | Audience moyenne (en millions) | Sortie DVD et disques Blu-ray | Sortie DVD et disques Blu-ray | Sortie DVD et disques Blu-ray |                         |
| Saison | Nombre d'épisodes | Année                 | Jour et heure              | Jour et heure             | Début de saison       | Fin de saison                  | Première                       | Finale                         | Moyenne                       | Zone 1 (dont États-Unis)      | Zone 2 (dont France)          | Zone 4 (dont Australie) |
| ------ | ----------------- | --------------------- | -------------------------- | ------------------------- | --------------------- | ------------------------------ | ------------------------------ | ------------------------------ | ----------------------------- | ----------------------------- | ----------------------------- | ----------------------- |
| 1      | 9                 | 2013                  | dimanche 22 h              | dimanche 22 h             | 3 mars 2013           | 28 avril 2013                  | 6,02                           | 3,58,                          | 4,03                          | 15 octobre 2013               | 3 février 2014                | 26 mars 2014            |
| 2      | 10                | 2014                  | jeudi 22 h                 | jeudi 22 h                | 27 février 2014       | 1er mai 2014                   | 3,55                           | 3,37                           | indéterminé                   | indéterminées                 | indéterminées                 | indéterminées           |
| 3      | 10                | 2015                  | jeudi 22 h                 | jeudi 22 h                | 19 février 2015       | 23 avril 2015                  | 2,8                            | 2,73                           | indéterminées                 | indéterminées                 | indéterminées                 | indéterminées           |
| 4      | 20                | 2016-2017             | Jeudi 22 h (1re partie)    | Mercredi 21 h (2e partie) | 18 février 2016       | 1er février 2017               | 2,39                           | indéterminées                  | indéterminées                 | indéterminées                 | indéterminées                 | indéterminées           |
| 5      | 20                | 2017-2019             | Mercredi 21 h              | Mercredi 21 h             | 29 novembre 2017      | 30 janvier 2019                | indéterminées                  | indéterminées                  | indéterminées                 | indéterminées                 | indéterminées                 | indéterminées           |
| 6      | 20                | 2019-2020             | Mercredi 22 h (1re partie) | Mercredi 12 h (2e partie) | 4 décembre 2019       | 30 décembre 2020               | indéterminées                  | indéterminées                  | indéterminées                 | indéterminées                 | indéterminées                 | indéterminées           |

## Liste des épisodes

### Première saison (2013)
Composée de neuf épisodes, elle a été diffusée du 3 mars 2013 au 28 avril 2013 sur History Canada et History US.
1. Cap à l'Ouest (Rites of Passage)
2. L'Expédition (Wrath of the Northmen)
3. La Pêche miraculeuse (Dispossessed)
4. Justice est faite (Trial)
5. Le Raid (Raid)
6. L'Ultime Drakkar (Burial of the Dead)
7. La Rançon (A King's Ransom)
8. Le Sacrifice (Sacrifice)
9. Renaissance (All Change)

Source titres FR

### Deuxième saison (2014)
Le 5 avril 2013, la série a été renouvelée pour une deuxième saison de dix épisodes,. Elle a été diffusée du 27 février 2014 au 1er mai 2014 sur History, au Canada et aux États-Unis.
1. Le Sang des frères (Brother's War)
2. Fragile Alliance (Invasion)
3. Trahison (Treachery)
4. Œil pour œil (Eye For an Eye)
5. Les Liens du sang (Answers in Blood)
6. L'Impossible pardon (Unforgiven)
7. L'Aigle de sang (Blood Eagle)
8. Le Désossé (Boneless)
9. Le Choix (The Choice)
10. Notre Père (The Lord's Prayer)

Source titres FR

### Troisième saison (2015)
Le 25 mars 2014, la série a été renouvelée pour une troisième saison de dix épisodes,. Elle a été diffusée du 19 février 2015 au 23 avril 2015 sur History, au Canada et aux États-Unis.
1. Mercenaires (Mercenary)
2. Retour à la terre (The Wanderer)
3. Le Destin du guerrier (Warrior's Fate)
4. Dans la douleur (Scarred)
5. L'Usurpateur (The Usurper)
6. Renaître (Born Again)
7. Paris
8. Aux portes de la ville (To the Gates!)
9. Dernier Recours (Breaking Point)
10. Le Dernier Vaisseau (The Dead)

Source titres FR

### Quatrième saison (2016-2017)
Le 26 mars 2015, History a renouvelé la série pour une quatrième saison de seize épisodes. En décembre 2015, la saison passe de seize à vingt épisodes. Découpée en deux parties,,, elle a été diffusée du 18 février 2016 au 1er février 2017 sur History, au Canada et aux États-Unis.
1. Une bonne trahison (A Good Treason)
2. Tuez la reine ! (Kill the Queen)
3. Pitié (Mercy)
4. Yol (Yol)
5. Promesses (Promised)
6. Ce qui aurait pu être (What Might Have Been)
7. Pertes et Profits (The Profit and the Loss)
8. Au-delà des montagnes (Portage)
9. La Mort pour tous (Death All 'Round)
10. Que Dieu bénisse Paris ! (The Last Ship)
11. L'Étranger (The Outsider)
12. La Vision (The Vision)
13. Deux voyages (Two Journeys)
14. À cette heure incertaine avant le matin (In the Uncertain Hour Before the Morning)
15. Tous ses anges (All His Angels)
16. Traversées (Crossings)
17. La Grande Armée  (The Great Army)
18. Vengeance (Revenge)
19. À l'aube du dernier jour (On the Eve)
20. À l'heure de notre mort (The Reckoning)

Source titres FR

### Cinquième saison (2017-2019)
Le 17 mars 2016, la série a été renouvelée pour une cinquième saison de vingt épisodes. Découpée en deux parties, elle a été diffusée du 29 novembre 2017, au 30 janvier 2019 sur History, au Canada et aux États-Unis.
1. Départs (The Departed: Part One) (ou The Fisher King[note 1])
2. Ceux qui ne sont plus parmi nous (The Departed: Part Two) (ou The Departed[note 1])
3. Parmi les miens (Homeland)
4. En terre étrangère (The Plan)
5. Le Prisonnier (The Prisoner)
6. Mésalliances (The Message)
7. Nouveau Monde (Full Moon)
8. La Plaisanterie (The Joke)
9. Une histoire simple (A Simple Story)
10. Visions (Moments of Vision)
11. Révélation (The Revelation)
12. Le Sanctuaire de la mort (Murder Most Foul)
13. Un nouveau dieu (A New God)
14. Les Moments perdus (The Lost Moment)
15. L'Enfer (Hell)
16. Le Bouddha (The Buddha)
17. L'Acte le plus terrible (The Most Terrible Thing)
18. Baldur (Baldur)
19. Le Secret de la grotte (What Happens in the Cave)
20. Ragnarok (Ragnarok)

Source titres FR

### Sixième saison (2019-2020)
Le 12 septembre 2017, la série a été renouvelée pour une sixième et dernière saison de vingt épisodes. Découpée en deux parties, elle a été diffusée du 4 décembre 2019 (épisodes 1 à 10) sur History puis mis en ligne le 30 décembre 2020 sur Prime Video (épisodes 11 à 20), aux États-Unis.
1. La Route de la soie (New Beginnings)
2. Le Prophète (The Prophet)
3. Des fantômes, des dieux et des chiens (Ghosts, Gods and Running Dogs)
4. Tous les prisonniers (All the Prisoners)
5. La Clef (The Key)
6. La Mort et le Serpent (Death and the Serpent)
7. La Guerrière des glaces (The Ice Maiden)
8. Le Valhalla peut attendre (Valhalla Can Wait)
9. Résurrection (Resurrection)
10. Le Meilleur des stratagèmes (The Best Laid Plans)
11. Le Roi des rois (King of Kings)
12. Le Jeu des princes (Everything Changes)
13. Quand tout bascule (The Signal)
14. Les Âmes perdues (Lost Souls)
15. L'Appel du large (On Stranger Tides)
16. Le Coup de grâce (The Last Drop)
17. Le Radeau de la méduse (The Raft of the Medusa)
18. Les Traces des invisibles (It's just Magic)
19. Ce que le seigneur donne… (The Lord Gives)
20. La Nouvelle Ère (The Last Act)

Source titres FR